# Trận đánh Sân bay Antonov
Trận đánh sân bay Antonov, hay còn được gọi là Trận Hostomel, là một cuộc giao tranh quân sự đã diễn ra tại sân bay Antonov, nằm tại thành phố Hostomel, tỉnh Kyiv. Trận đánh là một phần của chiến dịch tiến công vào Kyiv của quân đội Nga trong khuôn khổ chiến dịch quân sự đặc biệt của Nga ở Ukraina năm 2022.
Ngày 24 tháng 2, 2022, một vài giờ sau khi Tổng thống Nga Vladimir Putin thông báo mở một "chiến dịch quân sự đặc biệt" tại Ukraina, lính đổ bộ Nga từ Lực lượng Lính dù Nga (VDV) tiến hành một cuộc đổ bộ đường không nhằm vào sân bay Antonov với mục đích chiếm lấy cứ điểm này. Sân bay Antonov toạ lạc tại một vị trí chiến lược đặc biệt quan trọng vì chỉ cách 10 km (6.2 dặm) ngoại ô thủ đô Kyiv. Nếu lực lượng Nga chiếm được Antonov sẽ tạo điều kiện cho Nga có thể không vận nhiều lính và trang thiết bị hạng nặng hơn để trực tiếp uy hiếp thành phố. Tuy nhiên, lực lượng Ukraina đã phản công thành công và bao vây lực lượng lính dù Nga chưa được chi viện hay tiếp tế tại đây. Vì vậy, đợt tấn công đầu tiên của Nga bị đẩy lùi. Đợt tấn công tiếp theo xảy ra vào sáng hôm sau với một cuộc đổ bộ đường không khác của lính dù VDV. Lần này, có thêm một mũi tiến công đường bộ khác bằng xe thiết giáp đến từ biên giới Belarus, xuyên thủng tuyến phòng ngự của quân Ukraina. Sân bay sau đó bị chiếm đóng hoàn toàn bởi quân Nga. Mặc dù vậy, sự kháng cự mạnh mẽ từ quân Ukraina đã phá vỡ kế hoạch đánh nhanh thắng nhanh nhằm vào thủ đô Kyiv của Nga. Sau cuộc chiến, Antonov đã bị hư hỏng nhiều đến mức không còn sử dụng làm sân bay được nữa.
Máy bay vận tải lớn nhất thế giới, Antonov An-225 Mriya, bị phá huỷ trong cuộc chiến khi đang nằm trong nhà chứa máy bay của nó tại sân bay.

## Trận đánh

### 24 tháng 2 năm 2022
Sáng ngày 24 tháng 2 năm 2022, 20 - 34 máy bay trực thăng của Nga đã tiến đến sân bay Antonov ở Hostomel, ngoại ô thủ đô Kyiv, nhằm cố gắng tạo ra một cầu hàng không mà quân đội có thể di chuyển đến sân bay cách đó chưa đầy 10 km (6,2 mi) từ Kyiv. Đội hình trực thăng bao gồm những chiếc Mi-8 chở hàng trăm lính dù Nga được các trực thăng tấn công Ka-52 hộ tống. 19FortyFive so sánh cuộc tấn công bằng trực thăng của Nga với cảnh phim trực thăng nổi tiếng trong bộ phim Apocalypse Now.
Đến sân bay, các đơn vị đổ bộ đường không của Nga bắt đầu đảm bảo an toàn cho sân bay. Lực lượng Nga ban đầu chiếm đóng sân bay, nhưng ngay lập tức bị phản công bởi Lữ đoàn Phản ứng nhanh số 4 thuộc Lực lượng Vệ binh Quốc gia do Không quân Ukraina hỗ trợ. Thiếu xe bọc thép, quân Nga phải phụ thuộc vào sự hỗ trợ của không quân để ngăn chặn Ukraina tiến đánh giành lại sân bay. Hai chiếc Su-25 của Nga đã được chứng kiến tấn công các vị trí của quân Ukraina. Những máy bay chiến đấu của Ukraina sống sót sau cuộc tấn công bằng tên lửa mở màn của Nga đã tham chiến với ít nhất hai chiếc Su-24 và một chiếc MiG-29 ném bom vào loạt binh sĩ Nga. Sau khi bao vây sân bay, quân Ukraina đánh bại lực lượng Nga vào buổi tối; Lữ đoàn Phản ứng nhanh số 4 đã đăng lên trang Facebook của họ hình ảnh các binh sĩ Ukraina cầm lá quốc kì thủng lỗ chỗ vết đạn để ăn mừng chiến thắng. Tàn quân dù của Nga còn sống sót rút lui vào khu rừng bên ngoài sân bay.
Antonov An-225, chiếc máy bay lớn nhất thế giới, đang đỗ tại sân bay vào thời điểm diễn ra giai đoạn mở đầu trận đánh. Ban đầu nó được một phi công Antonov xác nhận là vẫn còn nguyên vẹn, bất chấp giao tranh. Tuy nhiên, vào ngày 26 tháng 2, các quan chức Ukraina thông báo rằng chiếc máy bay Mriya đã bị phá hủy trong cuộc không kích của Nga.

### 25 tháng 2 năm 2022
Ngày 25 tháng 2 năm 2022, lực lượng mặt đất Nga tiến từ Belarus giành quyền kiểm soát sân bay sau khi phá vỡ một phần hệ thống phòng thủ của Ukraina trong Trận Ivankiv. Theo Bộ Quốc phòng Nga, vụ chiếm đóng diễn ra sau một chiến dịch có sự tham gia của khoảng 200 máy bay trực thăng và 200 binh sĩ Ukraina đã thiệt mạng trong giao tranh, trong khi quân đội Nga không có thương vong nào. Tuyên bố này đã vấp phải sự hoài nghi, với Timur Olevsky, một nhà báo chứng kiến trận chiến, ông bác bỏ hoàn toàn tuyên bố này. Tuy nhiên, lực lượng mặt đất Nga đã thiết lập được ưu thế ở Hostomel và bắt đầu điều động các trạm kiểm soát bên trong thị trấn. Người ta suy đoán rằng, các lực lượng phòng thủ Ukraina có thể đã đánh sập sân bay ngay trước khi các lực lượng mặt đất của Nga tiến vào.
Bộ Nội vụ Ukraina ban đầu bác bỏ thông tin cho rằng sân bay đã bị lực lượng Nga đánh chiếm toàn bộ, nói rằng nó đã được "đổi chủ" và trận chiến vẫn đang diễn ra. Bộ Nội vụ cũng nhấn mạnh rằng tuyên bố của Nga về thương vong lớn của phe Ukraina là "một lời nói dối hoàn toàn", trong khi Bộ Quốc phòng Ukraina khẳng định thêm rằng sân bay này đã bị hư hại quá nặng để quân đội Nga có thể trưng dụng. Tuy nhiên, sau đó trong ngày, Ukraina xác nhận rằng các lực lượng Nga đã hoàn toàn kiểm soát sân bay.

### 26 tháng 2 năm 2022
Vào ngày 26 tháng 2, các lực lượng Ukraina tuyên bố rằng đơn vị Nhóm Alpha của mình đã phá hủy đoàn xe bọc thép Nga gần Hostomel. Thành viên Verkhovna Rada Sophia Fedyna cáo buộc rằng Spetsnaz Nga bắt giữ một số thành viên Lực lượng Vệ binh Quốc gia Ukraina và mặc đồng phục của lực lượng này. Cô yêu cầu các công dân và chiến binh Ukraina chỉ được nói bằng tiếng Ukraina, nhằm giúp xác định những kẻ phá hoại Nga.

## Hậu quả
Mặc dù mất sân bay, các lực lượng Ukraina vẫn tiếp tục giao tranh với lực lượng Nga ở Hostomel. Những người chứng kiến đã ghi lại đoạn video được cho là đội hình xe tăng Nga bị bốc cháy từ xa và các máy bay Mi-24 của Ukraina bắn rocket vào các vị trí quân Nga. Người phát ngôn Bộ Quốc phòng Nga Igor Konashenkov tuyên bố rằng quân Ukraina đã triển khai hệ thống pháo BM-21 ở Kyiv để bắn phá lực lượng Nga đang chiếm đóng sân bay. Olevsky tuyên bố rằng ông tin thương vong cho cả quân Nga và quân Ukraine có thể lên tới hàng trăm người.
Kể từ ngày 27 tháng 2 năm 2022, sân bay vẫn nằm trong sự kiểm soát của Nga, khi mà các cuộc đụng độ bắt đầu chuyển sang thị trấn Bucha và thị trấn Irpin ở phía nam, nơi mà các lực lượng Ukraina cũng tuyên bố rằng đã ngăn chặn được bước tiến của Nga, đối đầu kẻ thù ở Hostomel trong bối cảnh giao tranh dữ dội. Vào ngày 27 tháng 2, Cục An ninh Ukraina công bố một cuộc trò chuyện được cho là bị chặn của lực lượng Nga tại Hostomel báo cáo thương vong và yêu cầu được sơ tán. Cùng ngày, các lực lượng Ukraina dùng pháo bắn phá sân bay, tuyên bố phá hủy một số thiết bị, phương tiện và nhân viên của phía Nga. Ngày hôm sau, một đoàn xe quân sự Nga dài 64 km (40 dặm) kéo đến sân bay, nhằm chuẩn bị cho một cuộc tấn công vào Kyiv.
Đến ngày 28 tháng 3 năm 2022, ảnh vệ tinh cho thấy không còn sự hiện diện của quân Nga tại sân bay. Ngày 29 tháng 3, Thứ trưởng Bộ Quốc phòng Nga Alexander Formin thông báo quân Nga đã tiến hành rút quân khỏi tỉnh Kyiv, bao gồm sân bay Antonov.
Ngày 2 tháng 4, quân Ukraina chiếm lại được sân bay sau khi quân Nga tiến hành một cuộc rút quân lớn dọc trục tiến công Kyiv. Trong lúc rút quân một cách vội vã, quân Nga đã phá huỷ phần lớn thiết bị quân sự ở đây. Số còn lại bị thu giữ bởi lực lượng Ukraina. Hơn nữa, một số các loại vũ khí và trang thiết bị của Nga đã bị đạn pháo của Ukraina phá huỷ trước lúc rút quân. Tổng cộng, Nga mất ít nhất 7 phương tiện chiến đấu bọc thép, 23 xe chiến đấu bộ binh, 3 xe bọc thép chở quân, 1 pháo phòng không, 2 pháo dã chiến, 3 trực thăng, và 67 xe tải, phương tiện, xe jeeps các loại tại Antonov.